# Mold (Stati Uniti d'America)
Mold è un'area non incorporata della contea di Douglas, nello stato di Washington.

## Storia
Nel 1899 fu istituito un ufficio postale chiamato Mold, che rimase in funzione fino al 1959.